# Grand Prix automobile d'Italie 2002
GP précédent GP suivant
Le Grand Prix automobile d'Italie 2002 (Gran Premio Vodafone d'Italia 2002), disputé sur le circuit de Monza le 15 septembre 2002, est la 695e épreuve de l'histoire du championnat du monde de Formule 1 courue depuis 1950 et la quinzième manche du championnat 2002.

## Classement
| Pos  | N° | Pilote               | Écurie           | Tours | Temps/Abandon                      | Grille | Points |
| ---- | -- | -------------------- | ---------------- | ----- | ---------------------------------- | ------ | ------ |
| 1    | 2  | Rubens Barrichello   | Ferrari          | 53    | 1 h 16 min 19 s 982 (241,334 km/h) | 4      | 10     |
| 2    | 1  | Michael Schumacher   | Ferrari          | 53    | + 0 s 255                          | 2      | 6      |
| 3    | 16 | Eddie Irvine         | Jaguar-Cosworth  | 53    | + 52 s 579                         | 5      | 4      |
| 4    | 14 | Jarno Trulli         | Renault          | 53    | + 58 s 219                         | 11     | 3      |
| 5    | 15 | Jenson Button        | Renault          | 53    | + 1 min 07 s 770                   | 17     | 2      |
| 6    | 12 | Olivier Panis        | BAR-Honda        | 53    | + 1 min 08 s 491                   | 16     | 1      |
| 7    | 3  | David Coulthard      | McLaren-Mercedes | 53    | + 1 min 09 s 047                   | 7      |        |
| 8    | 9  | Giancarlo Fisichella | Jordan-Honda     | 53    | + 1 min 10 s 891                   | 12     |        |
| 9    | 11 | Jacques Villeneuve   | BAR-Honda        | 53    | + 1 min 21 s 068                   | 9      |        |
| 10   | 7  | Nick Heidfeld        | Sauber-Petronas  | 53    | +1 min 22 s 046                    | 15     |        |
| 11   | 24 | Mika Salo            | Toyota           | 52    | + 1 tour                           | 10     |        |
| 12   | 10 | Takuma Satō          | Jordan-Honda     | 52    | + 1 tour                           | 18     |        |
| 13   | 22 | Alex Yoong           | Minardi-Asiatech | 47    | + 6 tours                          | 20     |        |
| Abd. | 6  | Juan Pablo Montoya   | Williams-BMW     | 33    | Châssis abîmé                      | 1      |        |
| Abd. | 4  | Kimi Räikkönen       | McLaren-Mercedes | 29    | Moteur                             | 6      |        |
| Abd. | 23 | Mark Webber          | Minardi-Asiatech | 20    | Moteur électrique                  | 19     |        |
| Abd. | 8  | Felipe Massa         | Sauber-Petronas  | 16    | Collision                          | 14     |        |
| Abd. | 17 | Pedro de la Rosa     | Jaguar-Cosworth  | 15    | Collision                          | 8      |        |
| Abd. | 25 | Allan McNish         | Toyota           | 12    | Suspension                         | 13     |        |
| Abd. | 5  | Ralf Schumacher      | Williams-BMW     | 4     | Moteur                             | 3      |        |

## Pole position et record du tour
- Pole position : Juan Pablo Montoya en 1 min 20 s 264.
- Meilleur tour en course : Rubens Barrichello en 1 min 23 s 657 au 15e tour.

## Tours en tête
- Ralf Schumacher : 3 (1-3)
- Juan Pablo Montoya : 1 (4)
- Rubens Barrichello : 40 (5-19 / 29-53)
- Michael Schumacher : 9 (20-28)

## Statistiques
- 4e victoire pour Rubens Barrichello.
- 157e victoire pour Ferrari en tant que constructeur.
- 157e victoire pour Ferrari en tant que motoriste.
- 2e et dernier podium pour Jaguar Racing.